# Язно (Витебская область)
Язно (бел. Язна) — агрогородок в Миорском районе Витебской области Белоруссии. Административный центр Язненского сельсовета. Население — 630 человек (2019).

## География
Агрогородок находится в 16 км к югу от города Дисна, в 40 км к юго-востоку от райцентра, города Миоры и в 40 км к юго-западу от Полоцка. Село стоит на берегах озёр Большое и Малое Язно (бассейн реки Аута). Через Язно проходит автодорога Дисна — Прозороки. В Прозороках (15 км к югу) находится ближайшая ж/д станция (линия Полоцк — Молодечно).

## История
Впервые Язно упоминается в 1475 году как владение Галимских. Позднее местечко входило в состав Полоцкого воеводства и в разные времена находилась во владении Друцких-Соколинских, Козел-Поклевских, Коцелов и Корсаков.
В результате второго раздела Речи Посполитой (1793) Язно оказалось в составе Российской империи, где стало центром волости Дисненского уезда Минской, а позже Виленской губернии. В 1866 году здесь было 15 дворов. В 1900 в селе построили каменную православную Спасо-Преображенскую церковь.
Согласно Рижскому мирному договору (1921) Язно оказалось в составе межвоенной Польской Республики, в Дисненском повете Виленского воеводства. В 1939 году Язно вошло в состав БССР. 

## Культура
- Музей ГУО "Язненская средняя школа"

## Достопримечательность
- Православная Спасо-Преображенская церковь. Построена в 1900 году.
- Руины водяной мельницы рубежа XIX—XX веков
- Могилы польских солдат и фамильные захоронения Корсаков
- Источник Святого Яна. Является памятником природы

## Галерея
- Православная Спасо-Преображенская церковь
- Улица
- Улица